# Josie and the Pussycats
Josie and the Pussycats è un film del 2001 diretto da Harry Elfont e Deborah Kaplan. Il film è un adattamento live-action della serie animata Hanna-Barbera Josie e le Pussycats.

## Trama
La scalata al successo del gruppo musicale tutto al femminile delle Pussycats, capitanate dalla leader Josie, che propongono la loro musica vestite da gattine. Ma dietro il loro successo si nascondono le trame di un manager senza scrupoli, che vuole usare la loro musica per plagiare le menti dei loro fans.

## Colonna sonora
Distribuito da Sony Music Soundtrax e Playtone Records il 27 marzo 2001, l'album Music from the Motion Picture Josie and the Pussycats fu ben accolto, guadagnandosi il titolo di disco d'oro con 500 000 copie vendute nonostante l'insuccesso commerciale e di critica della pellicola. La voce cantata della Cook è stata offerta dalla cantante Kay Hanley del gruppo Letters to Cleo.
1. 3 Small Words – Josie and the Pussycats (2:53)
2. Pretend to Be Nice – Josie and the Pussycats (3:50)
3. Spin Around – Josie and the Pussycats (3:17)
4. You Don't See Me – Josie and the Pussycats (3:42)
5. You're a Star – Josie and the Pussycats (2:04)
6. Shapeshifter – Josie and the Pussycats (3:01)
7. I Wish You Well – Josie and the Pussycats (2:55)
8. Real Wild Child – Josie and the Pussycats (1:52)
9. Come On – Josie and the Pussycats (3:17)
10. Money (That's What I Want) – Josie and the Pussycats (2:28)
11. Du Jour Around the World – Du Jour (2:56)
12. Backdoor Lover – Du Jour (3:40)
13. Josie and the Pussycats Theme – Josie and the Pussycats (1:43)